# Critérium Internacional de Sétif
O Critérium international de Sétif, é uma corrida de ciclismo argelina. Criada em 2014, disputa-se antes do Tour de Sétif. Esta corrida faz parte desde a sua criação do UCI Africa Tour, em categoria .2.
Os ciclistas correm sobre um circuito de 30 voltas ao redor do perímetro da cidade de Sétif fazendo um total de 96 quilómetros.

## Palmarés
| Ano  | Ganhador           | Segundo               | Terceiro             |
| ---- | ------------------ | --------------------- | -------------------- |
| 2014 | Mouhssine Lahsaini | Mekseb Debesay        | Salah Eddine Mraouni |
| 2015 | Mekseb Debesay     | Abdelbasset Hannachi  | Bilal Saada          |
| 2016 | Adil Barbari       | Abdelkader Belmokhtar | Abdelbasset Hannachi |

## Palmarés por países
| País     | Vitórias |
| -------- | -------- |
| Marrocos | 1        |
| Eritreia | 1        |
| Argélia  | 1        |